# منتخب أندورا تحت 17 سنة لكرة القدم
منتخب أندورا تحت 17 سنة لكرة القدم هو ممثل أندورا الرسمي في المنافسات الدولية في كرة القدم في فئة كرة قدم تحت 17 سنة للرجال، يديريه اتحاد أندورا لكرة القدم.